# Río Leita
El río Leita o Leitha (en alemán: Leitha; en húngaro: Lajta; en checo: Litava), es un río de Europa Central, un afluente de unos 180 km del Danubio que discurre por Austria y Hungría. Fue frontera entre Austria y Hungría hasta 1921. 

## Geografía
El Leita nace en la parte oriental de Austria de la confluencia de dos torrentes, el Schwarza y el Pitten. Entre Katzelsdorf y Leithaprodersdorf, el Leitha es frontera entre los estados de Baja Austria y Burgenland, la vieja frontera entre Austria y Hungría hasta 1921. 
Cerca de Nickelsdorf, el río entra en la Hungría actual, donde se une al brazo de Moson, un brazo del Danubio cerca de Mosonmagyaróvár.
Otras ciudades en su curso son Wiener Neustadt y Bruck an der Leitha.
Del Leita y sus afluentes parten varios canales usados antaño para proporcionar energía a empresas textiles, y hoy en día para alimentar plantas hidroeléctricas. Entre Seibersdorf y Hof am Leithaberge, una gran parte de las aguas del Leita se desvían con este fin. Como resultado, el río solo fluye realmente durante su nivel de agua más alto. El cauce del río casi siempre está seco aguas abajo de Katzelsdorf.

## Importancia histórica

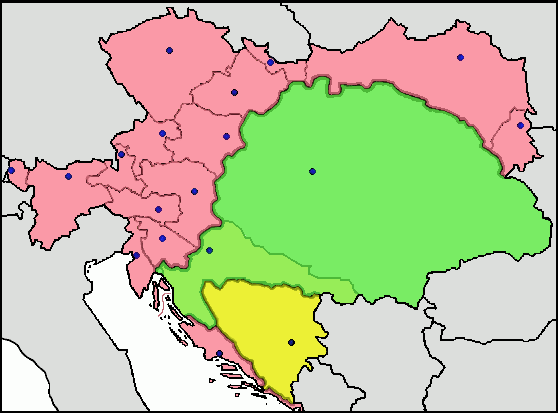
Mapa de la Cisleitania (rojo), de la Transleitania (verde) y de Bosnia y Herzegovina (amarillo)

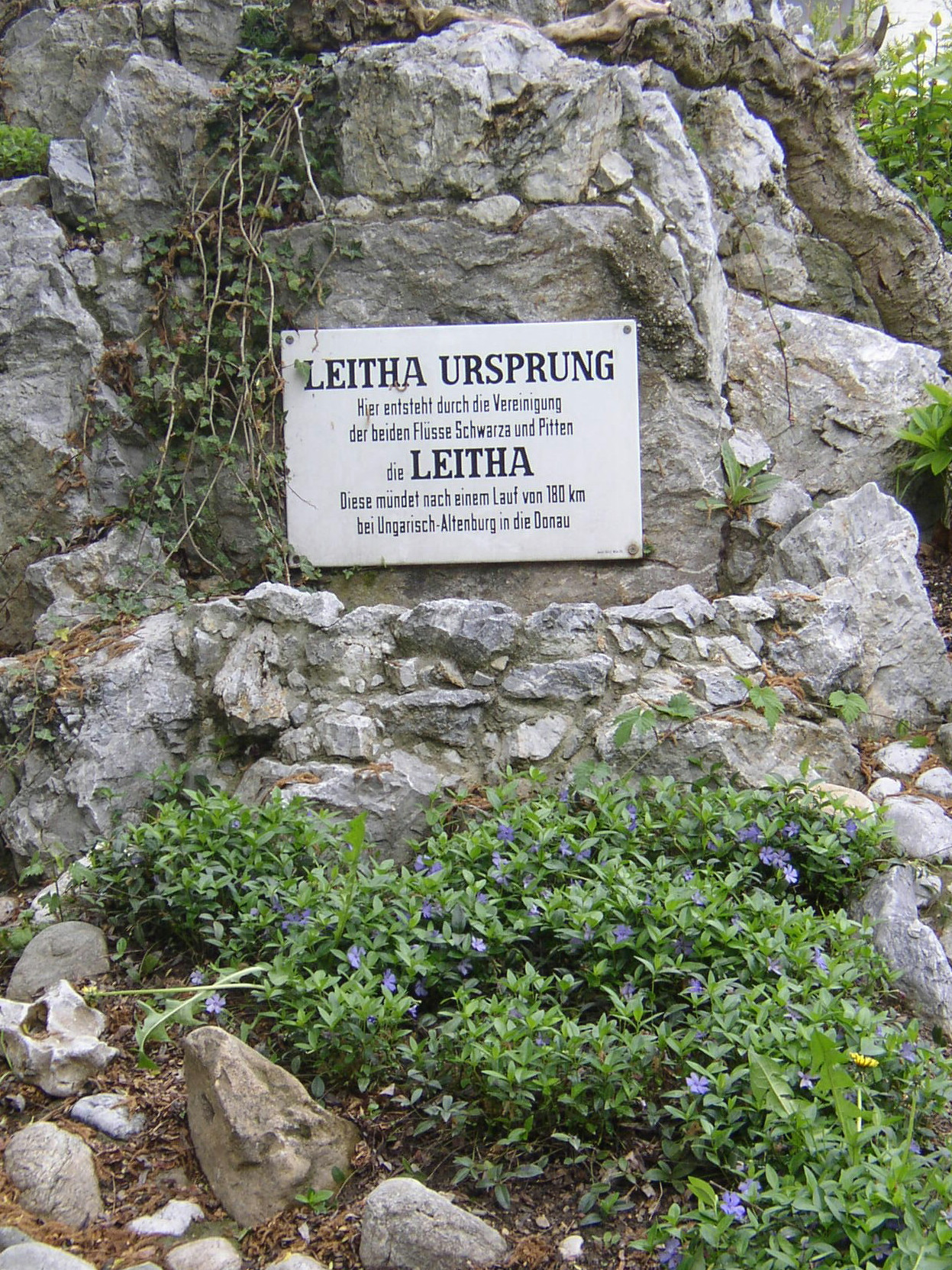
Placa que señala en nacimiento del Lita por la confluencia de sus fuentes, en Haderswörth.

Austria-Hungría se creó en 1867, tras el tratado de Ausgleich, y el cauce del Leitha sirvió a para delimitar Austria y el Reino de Hungría. Los vieneses llamaron Transleitania  (en alemán: Transleithanien), 'más allá del Leita') a Hungría mientras que usaban Cisleitania (en alemán: Cisleithanien, 'en este lado del Leita') para Austria. Esos nombres reflejaban las visiones austriacas y vienesas del Imperio, estando Viena de este lado mientras que Hungría estaba de aquel lado.
Así, Galicia y Bucovina formaban parte de Cisleitania aunque se encuentran bien al este de Hungría. Al norte de Leita, el río Morava formó la continuación de la frontera al separar la entonces Moravia austríaca de Hungría (de Eslovaquia actual).
El Lajtabánság, efímero estado húngaro de Burgenland entre el 4 de octubre y el 5 de noviembre de 1921, también proviene del nombre de este río.